# 미요시 기요타카
미요시 기요타카(일본어: 三吉 聖王, 1985년 7월 10일 ~ )는 일본의 전 축구 선수이다.

## 구단 경력
과거 시미즈 에스펄스에서 활동하였다.